# František Doubek (atlet)
František Doubek (* 4. dubna 2002) je český atletický vícebojař. V atletické sezoně 2019 stačil vyhrát dorostenecké mistrovství ČR jak v halovém sedmiboji, tak i v desetiboji na dráze. Na evropské olympiádě v ázerbájdžánském Baku skončil na 4. místě a na podzim roku 2019 ve Slovinské Nové Gorici vylepšil svůj desetibojařský rekord v kategorii U18 na hodnotu 7526 bodů. V roce 2021 ovládl mistrovství světa juniorů v Nairobi v novém českém rekordu 8169 bodů. V rámci slavnostního vyhlášení ankety Sportovec roku 2021 převzal ocenění za první místo v anketě Junior roku vyhlašované Nadací české sportovní reprezentace.

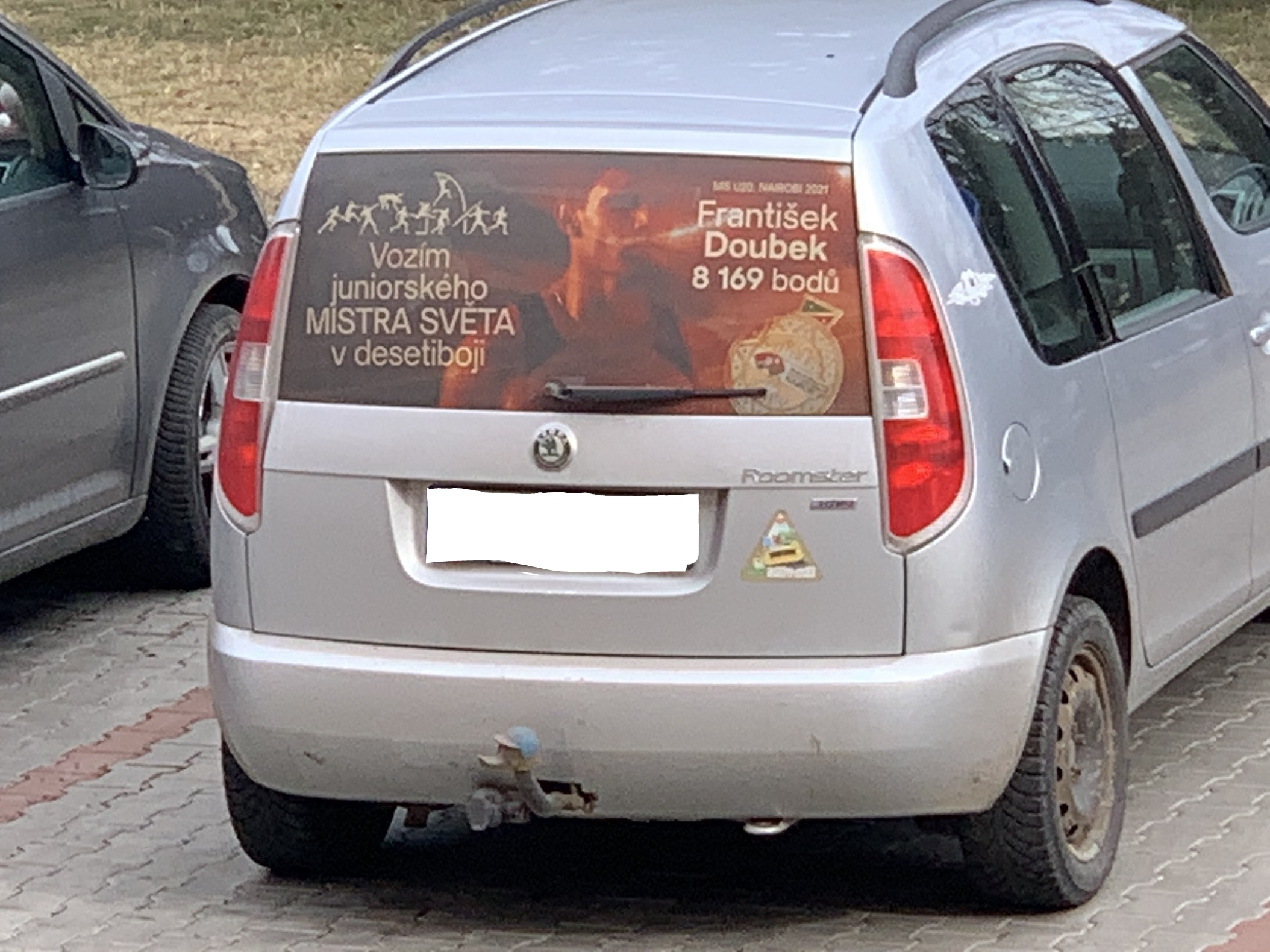
Oficiální vozidlo vozící Františka Doubka

| Disciplína | Výkon   | Místo              | Datum       |
| ---------- | ------- | ------------------ | ----------- |
| 60 m       | 07,07   | Praha-Stromovka    | 8. 2. 2020  |
| 100 m      | 010,90  | Třebíč             | 5. 6. 2021  |
| 200 m      | 022,10  | Turnov             | 19. 7. 2020 |
| 400 m      | 048,48  | Talinn             | 22. 5. 2021 |
| 600 m      | 1:33,86 | Jablonec nad Nisou | 16. 1. 2019 |
| 1000 m     | 2:45,13 | Praha-Stromovka    | 14. 2. 2021 |
| 1500 m     | 4:43,36 | Nová Gorica        | 6. 10. 2019 |